# Елк-Парк (Північна Кароліна)
Елк-Парк (англ. Elk Park) — місто (англ. town) в США, в окрузі Ейвері штату Північна Кароліна. Населення — 542 особи (2020).

## Географія
Елк-Парк розташований за координатами 36°9′30″ пн. ш. 81°58′51″ зх. д. / 36.15833° пн. ш. 81.98083° зх. д. (36.158247, -81.980813).  За даними Бюро перепису населення США в 2010 році місто мало площу 1,79 км², уся площа — суходіл.

## Демографія
Згідно з переписом 2010 року, у місті мешкали 452 особи в 207 домогосподарствах у складі 122 родин. Густота населення становила 253 особи/км².  Було 250 помешкань (140/км²).
Расовий склад населення:
| - 92,7 % — білих - 1,3 % — корінних американців - 0,2 % — чорних або афроамериканців - 3,5 % — осіб інших рас |

До двох чи більше рас належало 2,2 %. Частка іспаномовних становила 8,8 % від усіх жителів.
За віковим діапазоном населення розподілялося таким чином: 20,1 % — особи молодші 18 років, 62,0 % — особи у віці 18—64 років, 17,9 % — особи у віці 65 років та старші. Медіана віку мешканця становила 44,9 року. На 100 осіб жіночої статі у місті припадало 116,3 чоловіків;  на 100 жінок у віці від 18 років та старших — 107,5 чоловіків також старших 18 років.
Середній дохід на одне домашнє господарство  становив 31 063 долари США (медіана — 27 240), а середній дохід на одну сім'ю — 36 678 доларів (медіана — 28 672). За межею бідності перебувало 25,1 % осіб, у тому числі 57,4 % дітей у віці до 18 років та 18,4 % осіб у віці 65 років та старших.
Цивільне працевлаштоване населення становило 179 осіб. Основні галузі зайнятості: освіта, охорона здоров'я та соціальна допомога — 20,7 %, мистецтво, розваги та відпочинок — 19,6 %, виробництво — 16,2 %, роздрібна торгівля — 13,4 %.